# Stefan Hakalla
Hakalla Stefan  (ur. 26 grudnia 1890 w Przemyślu zm. w kwietniu 1940 w Katyniu) - doktor nauk prawnych, adwokat, narodowiec.

## Życiorys
Syn Franciszka i Franciszki z domu Wagner. Miał braci: Romana (1889-1945) i Zenona oraz siostrę Janinę Marię (1899-1985). Był żonaty z Leonią Matyldą z domu Ulkowską z Sobieskich (1884-1959), tłumaczką przysięgłą języka francuskiego. Małżonkowie nie mieli dzieci.
Wiedzę zdobywał w I Wyższym Gimnazjum w Rzeszowie, zdając egzamin maturalny w 1908. Podjął studia prawnicze na uniwersytecie we Lwowie, gdzie uzyskał absolutorium w 1913. Jesienią tego samego roku zdał konieczne egzaminy na Uniwersytecie Jagiellońskim, by uzyskać stopień doktora. Niebawem zaczął praktykę w rzeszowskiej kancelarii Bronisława Zangena. Stopień doktora praw uzyskał latem 1918 na UJ po zdaniu kolejnych egzaminów.
Uczestnik I wojny światowej: najpierw na froncie rosyjskim (dowódca plutonu i kompanii), potem czarnogórskim (instruktor karabinów maszynowych). W grudniu 1915 awansował na porucznika. Na początku 1918 został porucznikiem. Wielokrotnie odznaczany (Medal Zasługi Wojskowej „Signum Laudis”, Krzyż Wojskowy Karola, Medalem Waleczności II klasy. Jesienią 1918 jako ochotnik otrzymał przydział do 17 pułku piechoty w Rzeszowie. Tutaj (po kursie w Krakowie) był oficerem sądowym pułku. Walczył z Ukraińcami, a następnie był uczestnikiem wojny polsko-bolszewickiej. Od 1920 był czynny w sądownictwie wojskowym. Do rezerwy został zwolniony w kwietniu 1922 w stopniu kapitana (korpus oficerów sądowych, starszeństwo z dniem 1 czerwca 1919).
Jako cywil odbył praktykę adwokacką w kancelariach: Jana Stepka (1923) i Józefa Liwo (1923-1924) oraz praktykę sądową w Sądzie Okręgowym w Rzeszowie (1924). Jesienią 1924 zdał egzamin adwokacki i tego samego roku został wpisany na listę adwokatów. Prowadził kancelarię przy ul Zamkowej 1 do wybuchu II wojny światowej.
Od kwietnia 1919 działacz Narodowego Związku Robotniczego (do 1920) i Narodowej Partii Robotniczej w Rzeszowie (1920), kandydat w wyborach do Sejmu z listy Chrześcijańskiego Związku Jedności Narodowej (1922) w okręgu nr 47 (Rzeszów, Jarosław, Przeworsk, Łańcut, Nisko). Uczestniczył w zebraniu rzeszowskich narodowców 2 grudnia 1928, kiedy utworzono miejscowe koło Stronnictwa Narodowego (prezes od 1928 do 1932). W 1930 był pełnomocnikiem listy SN w okręgu nr 47. Prezes Zarządu Powiatowego SN (1932–37). 
Od 1910 należał do Towarzystwa Szkoły Ludowej (w niepodległej Polsce wielokrotny członek Zarządu i Komisji Rewizyjnej tej organizacji w Rzeszowie) oraz „Sokoła”, jako prezes jego rzeszowskiego oddziału od 1936. Działał też w ochotniczych strażach pożarnych od 1912.

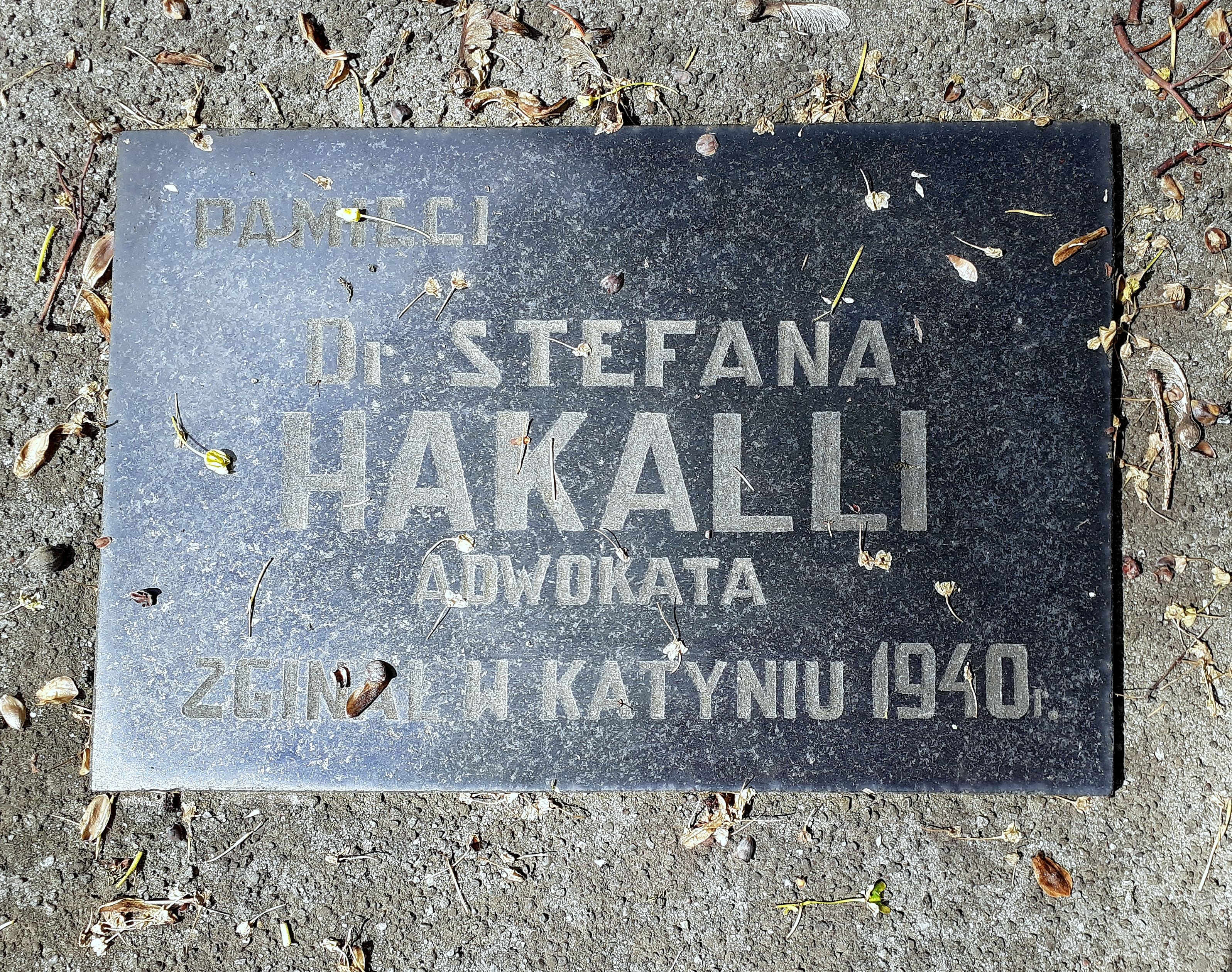
Symboliczne upamiętnienie Stefana Hakalli na grobowcu rodzinnym

Zmobilizowany we wrześniu 1939, dostał się do niewoli sowieckiej. Był więźniem Kozielska (1939–40). Został zamordowany 23 lub 24 kwietnia 1940 w Katyniu, gdzie od 28 lipca 2000 mieści się oficjalnie Polski Cmentarz Wojenny w Katyniu.

## Upamiętnienie
Został upamiętniony symboliczną inskrypcją na grobowcu rodzinnym na Cmentarzu Pobitno w Rzeszowie (XV-14-23).
W dniu 5 października 2007 Minister Obrony Narodowej Aleksander Szczygło mianował go pośmiertnie na stopień majora. Awans został ogłoszony w dniu 9 listopada 2007 w Warszawie w trakcie uroczystości „Katyń Pamiętamy – Uczcijmy Pamięć Bohaterów”.
W 2013 w Rzeszowie zasadzono Dąb Pamięci, upamiętniający jego osobę.